# Santa Casa de Misericórdia de Belo Horizonte

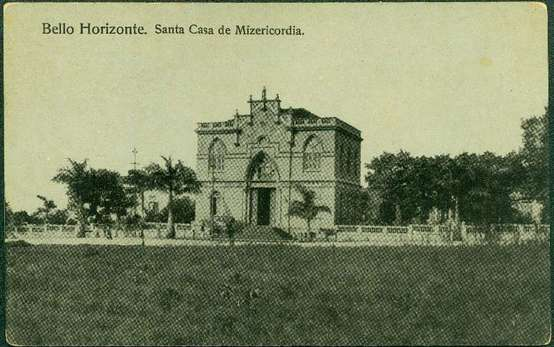
Santa Casa de Misericórdia em Bello Horizonte. Acervo: Museu Histórico Abílio Barreto

A Santa Casa de Misericórdia de Belo Horizonte é a instituição médica mais antiga da capital de Minas Gerais, cujo desejo de construir um hospital que atendesse à população sem recursos remonta a 1897. Localizada atualmente na esquina da Avenida Francisco Sales com a Avenida Brasil, a Santa Casa é o maior hospital público do estado. Em 2021 o hospital realizou mais de 1,7 milhão de exames, 139 mil consultas, 29 mil internações e 11 mil cirurgias e hoje é referência para tratamento oncológico em Belo Horizonte.

## História

### A fundação de Belo Horizonte a necessidade de um hospital
A região da atual Belo Horizonte antes era formada pelo Arraial do Curral Del Rei. Seus antigos moradores tinham como referência médica o hospital da Santa Casa de Sabará. Porém, como o trajeto era longo, a maioria das enfermidades eram tratadas no próprio arraial por meio de alimentos e ervas medicinais.
Com a instalação da Comissão Construtora da Nova Capital (CCNC) em 1894, percebeu-se a necessidade da construção de uma casa de saúde para atendimento dos mais pobres, tornando-se uma obrigação dos ricos e dos político a sua manutenção. Dessa forma, a CCNC trouxe para o Arraial a tradição das Santas Casas de Misericórdia presentes nas principais cidades do país.
Em maio de 1899, várias personalidades pertencentes à elite belorizontina se reuniram para a fundação da Associação Humanitária da Cidade de Minas. A Associação foi fundada com o objetivo de criar hospitais para os indigentes da cidade recém-fundada. O tratamento de indigentes foi o principal foco da saúde na nova capital, já que a população mais abastada seguia para a então capital Rio de Janeiro para cuidados médicos.

### Filantropia para ajudar os necessitados
De 1899 a 1903, a Santa Casa funcionou de forma precária com enfermaria improvisadas em barracas e barracões. O hospital não tinha renda própria, então era necessária a benfeitoria da população mais abastada para compra de materiais básicos para o funcionamento do centro de saúde. Recursos também avinham dos governos estadual e municipal.
Várias eram as formas de arrecadação para além da filantropia de famílias abastadas da cidade. Quermesses eram feitas em frente ai hospital e também ocorriam jogos de tômbola organizados pelas damas da caridade. O jogo sorteava objetos doados pelos dirigentes da Santa Casa e o preço das cartelas era revestido para novas obras e compras de material para uso da instituição.
Então, em 1903 é inaugurado o hospital com pavilhão central destinado à administração, enfermaria, cozinha, refeitório e banheiros.  

### A higienização da cidade e os moradores
Desde a fundação da nova capital, circulava entre a elite belorizontina a ideia do discurso higienista com finalidade de ter um controle das camadas mais baixas e dos desclassificados de qualquer ordem mais abastada. A Santa Casa teve papel importante na higienização do centro da capital belorizontina por adotar em massa o discurso criado pela elite. Os médicos da instituição começaram a prevenir epidemias e isolar os doentes com capacidade de contaminação com finalidade de constituir uma sociedade saudável e aprimorar o processo de modernização da capital.
Os médicos da Santa Casa eram referência no assistencialismo e no controle dos doentes pobres. Por ser referência no assunto, esses eram vistos como autoridades sanitaristas e começaram a discutir, juntamente com a prefeitura, as políticas sanitárias de Belo Horizonte. Todo esse processo de higienização dos centros urbanos – controlar as epidemias entre os pobres e ter autoridade em saúde pública – passa pelo conceito da medicina social.
A elite da cidade não pensava somente na saúde pública dos doentes, mas também em manter a força de trabalho e a mão de obra dos abastados em boas condições para executarem um bom serviço e terem uma boa saúde para serem mais produtivos.

### A reforma de Santa Casa de Misericórdia

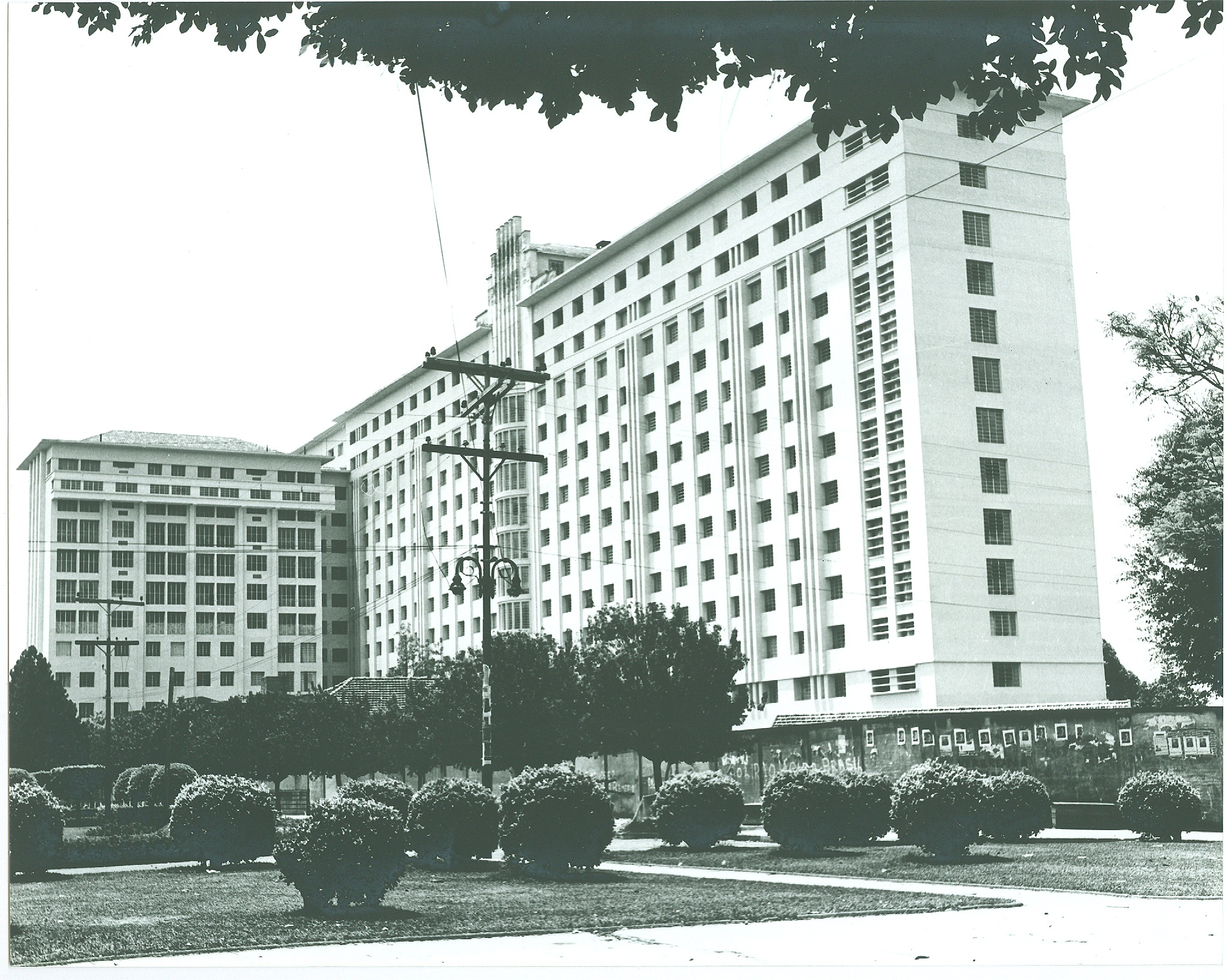
Santa Casa recém construída da década de 1940. Acervo Museu Histórico Abílio Barreto

Visando os pensamentos da medicina moderna, no ano de 1946 a Santa Casa recebeu novos prédios, com ordens do diretor José Maria Alkimin e do arquiteto Raffaello Berti, para atender mais pacientes. A Santa Casa foi projetada e, em parte executada, por italianos imigrantes que chegavam a Belo Horizonte.
Juntamente com o arquiteto, uma equipe formada pelo médico Melo Alvarenga, o engenheiro civil Jacynto Rugani e pela consultoria hospitalar do professor da Faculdade de Medicina Ernesto Sousa Campos criou os leitos de internação, blocos cirúrgicos e outras áreas indispensáveis para cuidados médicos – o pavilhão Irmãs de Caridade, as enfermarias Hugo Werneck e Wenceslau Braz, a Maternidade Hilda Brandão, o Pavilhão Robert Koch, o pavilhão Semmelveis e o necrotério.

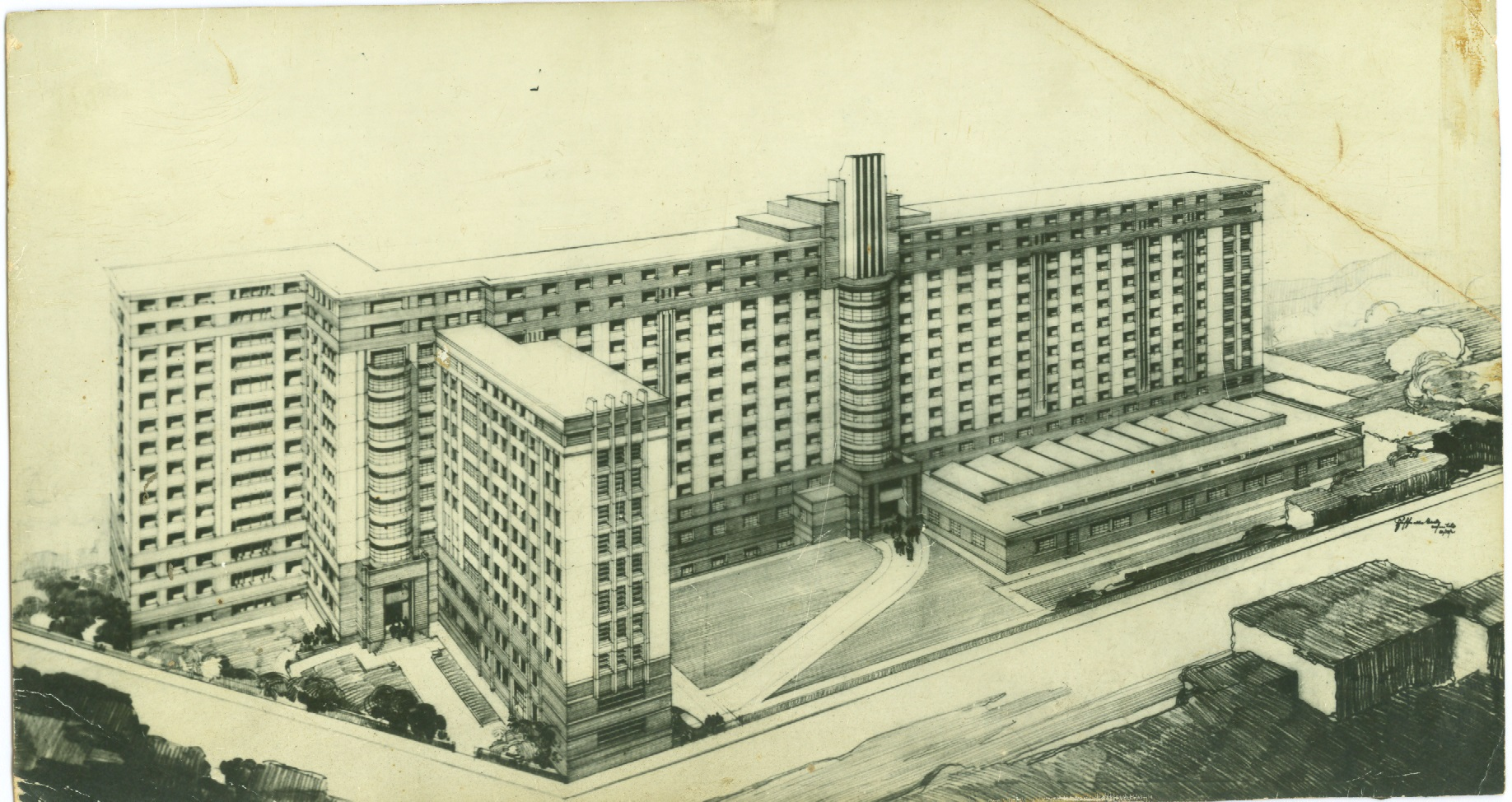
Projeto da construção da Santa Casa. Década de 1940. Acervo Museu Histórico Abílio Barreto

Raffaello Berti usou na construção dos novos pavilhões da Santa Casa a evolução tecnológica do período entre guerras com uso de concreto armado, aço e vidro. Além da Santa Casa, o arquiteto projetou o hospital Felício Rocho, o Sanatório Alberto Cavalcanti, a Maternidade Odete Valadares, o Hospital São José, o Hospital Vera Cruz e o Hospital Municipal Odilon Behrens.

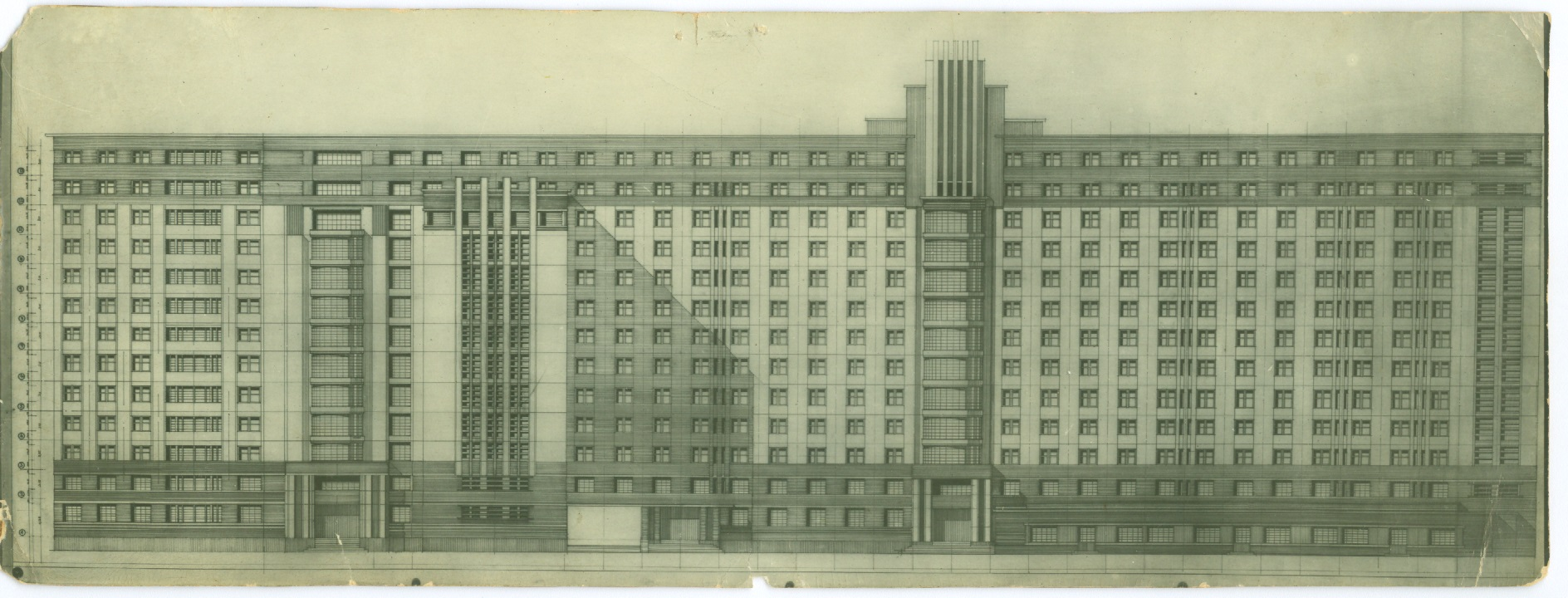
Projeto da construção da Santa Casa. Década de 1940. Acervo Museu Histórico Abílio Barreto

### Associação da Voluntárias da Santa Casa
Fundada em 1971, a Associação das Voluntárias da Santa Casa (AVOSC) é uma instituição que tem como função auxiliar os pacientes internados para uma melhor acolhida dentro do hospital. Além de tornar o espaço acolhedor para os pacientes, a AVOSC ajuda com doações de medicamentos, doação de vale-transporte para pacientes da área oncológica, organização de brinquedotecas para pacientes pediátricos, doações de roupas para recém-nascidos e cursos para gestantes e puérperas de como cuidar dos seus filhos.

### A Santa Casa de Misericórdia nos dias atuais

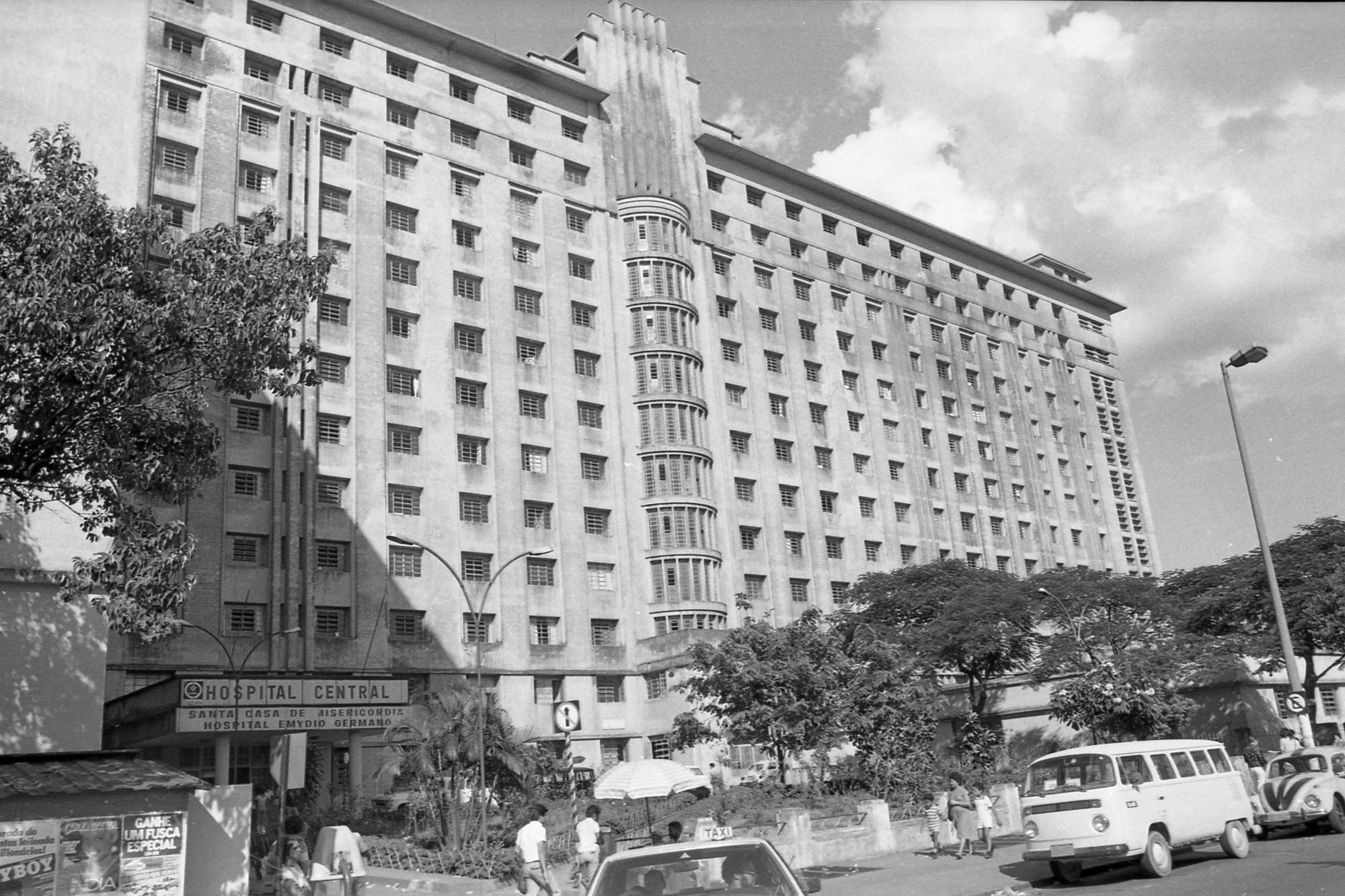
Santa Casa. Década de 1980. Foto: Mana Coelho. Acervo Museu Histórico Abílio Barreto

Atualmente a Santa Casa de Misericórdia de Belo Horizonte conta com outros prédios que compõem o Grupo Santa Casa. O grupo é formado pela Santa Casa BH, Hospital São Lucas, Centro de Especialidades Médicas Santa Casa BH, Faculdade Santa Casa BH, Funerária Santa Casa BH e Instituto Geriátrico Afonso Pena. Todos os prédios estão próximos à Avenida Francisco Salles e à área hospitalar de Belo Horizonte no bairro de Santa Efigênia.
A Santa Casa, depois da ampliação projetada por Raffaello Berti, tem uma área total de 32.000 metros quadrados com mil leitos disponíveis para os enfermos. Com uma média diária de 16 mil pacientes circulando pelo hospital, a Santa Casa conta com mil e quatrocentos médicos em mais de cinco mil empregados ao todo.
O prédio da Santa Casa é patrimônio tombado pela prefeitura de Belo Horizonte.

### Incêndio
Em 27 de junho de 2022, um incêndio de grandes proporções causado pelo vazamento de gás oxigênio atingiu o andar de Centro de Terapia Intensiva do prédio da Santa Casa. Muitos pacientes foram transferidos para outros hospitais da região hospitalar, como o hospital João XXIII e o hospital São Lucas e outros conseguiram descer e esperar até que o fogo fosse apagado pelo Corpo de Bombeiros. Apesar dos estragos, não houve nenhum ferido pelo fogo ou pela inalação da fumaça.
Após cinco meses do acidente, o hospital reabriu o andar do CTI. Na reinauguração estavam presentes o governador Romeu Zema, o secretário de saúde gestão 2018-2022 Fábio Baccheretti e os diretores da Santa Casa. Os diretores criaram a rede de doação “Santa Causa” que recebeu diversas doações totalizando R$3,5 milhões de reais para o custeio das obras e compras de equipamentos que estavam em falta por dificuldade de verbas do governo estadual.